# Jens Cajuste
Jens-Lys Michel Cajuste (Göteborg, 1999. augusztus 10. –) amerikai-svéd állampolgárságú svéd válogatott labdarúgó, az Ipswich Town középpályása, kölcsönben a Napolitól.

## Pályafutása

### Klubcsapatokban
2006 és 2009 között kisebb pekingi korosztályos csapatokban fordult meg, majd 2009-ben a Guldhedens csapatához került, miután visszaköltözött a családjával Göteborgba. 2010 és 2018 között az Örgryte akadémiájának volt a tagja. 2016 végén az első keret tagja lett. Október 17-én debütált az IK Sirius ellen 4–1-re elvesztett másodosztályú bajnoki mérkőzésen a 87. percben Rasmus Andernil Bozic cseréjeként. 2017. december 30-án meghosszabbították a szerződését 2018-as év végéig. 2018 júniusában a dán Midtjylland csapatába írt alá öt évre. Augusztus 26-án debütált a Randers ellen 3–0-ra megnyert bajnoki találkozón. 2019. október 21-én első bajnoki gólját szerezte meg a Randers ellen. 2022. január 10-én a francia első osztályban érdekelt Reims csapatához szerződött 10 millió €-s összeg ellenében. Először 2022. január 16-án, a Metz ellen 1–0-ra elvesztett mérkőzés félidejében Alexis Flips cseréjeként lépett pályára. Első gólját 2022. március 6-án, a Strasbourg ellen 1–1-es döntetlennel zárult bajnokin szerezte.

### A válogatottban
Amerikai és svéd állampolgársággal is rendelkezik, de nem jogosult az amerikai labdarúgó-válogatottban szerepelni. 2019-ben hívták meg először a svéd U21-es válogatottba. 2020. november 11-én mutatkozott be a felnőttek között Dánia ellen 2–0-ra elvesztett barátságos mérkőzésen. 2021. május 18-án bekerült a 2020-as labdarúgó-Európa-bajnokságra utazó keretbe.

## Családja
Svédországban született haiti-amerikai apától és svéd anyától, majd ötévesen Kínába költöztek Lojang városába, egy év után Pekingbe költöztek. 2009-ben tértek vissza Göteborgba.

## Statisztika
2022. március 6. szerint.
| Klub        | Szezon   | Bajnokság      | Bajnokság | Bajnokság | Kupa  | Kupa  | Nemzetközi | Nemzetközi | Összesen | Összesen |
| Klub        | Szezon   | Osztály        | Mérk.     | Gólok     | Mérk. | Gólok | Mérk.      | Gólok      | Mérk.    | Gólok    |
| ----------- | -------- | -------------- | --------- | --------- | ----- | ----- | ---------- | ---------- | -------- | -------- |
| Örgryte     | 2016     | Superettan     | 3         | 0         | —     | —     | —          | —          | 3        | 0        |
| Örgryte     | 2017     | Superettan     | 5         | 0         | —     | —     | —          | —          | 5        | 0        |
| Örgryte     | 2018     | Superettan     | 8         | 0         | —     | —     | —          | —          | 8        | 0        |
| Örgryte     | Összesen | Összesen       | 16        | 0         | 0     | 0     | 0          | 0          | 16       | 0        |
| Midtjylland | 2018–19  | Dán Szuperliga | 2         | 0         | 1     | 0     | —          | —          | 3        | 0        |
| Midtjylland | 2019–20  | Dán Szuperliga | 24        | 1         | 1     | 0     | 2          | 0          | 27       | 1        |
| Midtjylland | 2020–21  | Dán Szuperliga | 27        | 1         | 4     | 0     | 8          | 0          | 39       | 1        |
| Midtjylland | 2021–22  | Dán Szuperliga | 5         | 0         | 1     | 0     | 4          | 0          | 10       | 0        |
| Midtjylland | Összesen | Összesen       | 58        | 2         | 7     | 0     | 14         | 0          | 79       | 2        |
| Reims       | 2021–22  | Ligue 1        | 3         | 1         | 1     | 0     | —          | —          | 4        | 1        |
| Összesen    | Összesen | Összesen       | 77        | 3         | 8     | 0     | 14         | 0          | 99       | 3        |

### A válogatottban
2021. október 12. szerint.
| Nemzet     | Év       | Mérkőzés | Gól |
| ---------- | -------- | -------- | --- |
| Svédország | 2020     | 2        | 0   |
| Svédország | 2021     | 7        | 0   |
| Összesen   | Összesen | 9        | 0   |

## Sikerei, díjai
Midtjylland
- Dán Szuperliga
  - Bajnok (1): 2019–20